# Duilio Beretta
Duilio Beretta Avalos (Arequipa, Perú el 25 de febrero de 1992), es un  tenista peruano. Tiene 33 años. Su entrenador es Tupi Venero. Posee el título de dobles de Roland Garros y US Open modalidad júnior y en su carrera profesional un título de future y 3 finales de futures. Actualmente está retirado, debido a la falta de apoyo en su carrera profesional. En julio del 2015, jugó su último match defendiendo los colores patrios ante Bolivia en la Copa Davis.

## Carrera Junior
En el 2008 alcanzó la final del Perú Junior Open de Grado 5, perdiendo ante el ecuatoriano Diego Acosta por 6-4, 7-6(5). No obstante, campeonó en el mismo torneo en dobles, haciendo pareja con su verdugo en singles, Diego Acosta.
En el 2009, Duilio fue finalista del Inka Bowl para menores de 18 años (Grado 2), perdiendo con Andrea Collarini de Argentina. Junto a Diego Acosta alcanzó el campeonato del Nicolas Machivello "Copa Graiman" (Grado 2) de 2009. Y junto a Jorge Varon alcanzó la final del 26th Copa Gerdau (Grado A) sobre superficies de tierra batida en Brasil. Gracias a sus victorias en la gira sudamericana (COSAT), clasificó a la gira europea para menores de 18 años, representando al equipo COSAT.
Durante los meses del verano boreal, junto al ecuatoriano Roberto Quiroz alcanzó las finales de 17th International Junior Tournament of Offenbach en Alemania (Grado 1), Biesterbos Open 2009 (Grado 2) en Holanda, ambas sobre superficies de tierra batida.
En el mes de agosto, en dobles, junto al jugador de Taiwán, Liang-Chi Huang consigue los títulos del Canadian Open Junior Championships (Grado 1) y del Kentucky International Júnior Tennis Derby (Grado 1) sobre superficies duras. Asimismo, consigue el título del Kentucky International Junior Tennis Derby en la modalidad de sencillos. Consiguiendo su primer doblete en un torneo, así como su primer título de sencillos en un torneo de grado 1.
Terminando el torneo, Beretta anunció que priorizaría su carrera como junior durante el 2010 para conseguir patrocinadores que soporten su futura carrera profesional. El 2 de noviembre llegó a ser el número 19 ITF.
El 5 de junio de 2010 alcanzó las semifinales en singles (perdió con Andrea Collarini) y logró el título del Roland Garros Junior en dobles junto al ecuatoriano Roberto Quiroz luego de vencer a los argentinos Agustín Velotti y Facundo Argüello por 6-2 y 6-3. Con esos resultados, alcanzó el 4.º lugar en el ranking ITF. Elhttp:11 de septiembre del mismo año logró el título en dobles en el US Open junior. Nuevamente formando dupla con Quiroz vencieron al británico Oliver Golding y el checo Jeri Vessely por 6-1 y 7-5.

## Carrera como profesional
Duilio empezó a ir a torneos profesionales en el 2008. Apareció en el ranking gracias a que ganó sus tres partidos del cuadro de clasificación del Challenger de Lima, el 1 de diciembre de 2008 con 2 puntos en su haber.En el 2009 Duilio se dedicó un poco más a su carrera profesional que a la Junior. Participó 2 futures de Chile y de Ecuador alcanzando la segunda ronda de los dos futures de Chile y llegando a segunda ronda en el Ecuador F3 tras caer ante la primera siembra Carlos Avellan por 6-4 7-6(6) en un reñido partido. Para cerrar el año Duilio Participó en el Challenger de Lima, en el que venció a su compatriota Francisco Carbajal en un partido sencillo por 6-2 6-1, luego caería ante el chileno Cristóbal Saavedra-Corvalan por 6-1 6-3, perdió fácilmente ya que días después le diagnosticaron un fuerte lesión a la muñeca.
En el 2010, empezó flojo debido a su lesión de muñeca que le duraría hasta fines de marzo. Se dedicó más a su carrera de junior para conseguir patrocinadores. Por noviembre Duilio retorno más fuerte que nunca al circuito llegando a semifinales Peru F1, cayendo ante su compatriota Mauricio Echazú por 6-3 6-7(2) 6-4 y en el Chile F3, cayendo ante el chileno Cristóbal Saavedra-Corvalan por 6-3 6-2. Semanas después siguió con los futures de Chile pero no tuvo mucho éxito llegando solo a segunda ronda en el Chile F9 donde cayó ante el chileno Ricardo Urzua-Rivera por 6-3 4-6 6-0. En cuanto a dobles Duilio logró la semifinal del Perú F1 haciendo pareja con Sergio Galdós cayendo frente a sus compatriotas Mauricio Echazu y Francisco Carbajal por 7-6(6) 7-6(5). Más tarde lograría su primer título como profesional al proclamarse campeón con Roberto Quiroz, pareja de Roland Garros y US Open, al ganar a Peter Aarts y Christopher Racz por 6-4 6-4.
En el 2011, Duilio sellaría el 5-0 de Perú frente a Antillas Neerlandesas en la Copa Davis tras vapulear a Nick Van Rosberg por 6-0 6-0. Más adelante tendría la mejor participación de su carrera en el Chile F2 al proclamarse campeón con su compañero Sergio Galdós venciendo a la dupla chilena de Guillermo Hormazábal y Rodrigo Pérez, siembra 3, por 5-7 7-6(7) 10-6 y alcanzando en singles una final por primera vez en su carrera tenística, tras haber vencido a su rival Cristóbal Saavedra-Corvalan, por primera vez, en cuartos de final con un peleado marcador de 6-3 6-7(5) 6-1 y en semifinales al italiano Stefano Travaglia, campeón del Chile F1, por 6-3 3-1. Luego caería ante la siembra uno Guillaume Rufin, ex-número 162 del mundo, por 6-2 6-2. Un mes después lograría su segunda final llegando a la final del Venezuela F2, habiendo ganado en la semifinal a su compañero de dobles, Roberto Quiroz por 3-6 7-6(2) 6-4 en un partido de 2 horas y media y cayendo en la final ante David Souto por 6-2 6-3. A fines del mes de mayo lograría su primer título tras vencer a Marco Triungelliti por 4-6 7-6(2) 6-3 tras 3 horas y 20 minutos de partido para así abjudicarse del título. Un día antes en su partido de semifinal habría logrado la victoria más importante de su carrera tras vencer por sets corridos 6-2 6-4 a Daniel Silva(N º319).
En el 2013, a los 21 años, por el mes de mayo cambia de entrenador. Se separa de Napoleón Luis Ramos, su entrenador desde muy niño, quien lo formó y acompañó en toda su carrera infantil y juvenil. Ahora entrena bajo la batuta de Tupi Venero (ex copa davis peruano), es así que logra el título de sencillos y dobles acompañado de Rodrigo Sánchez en el Perú F1 realizado en Arequipa.